# Aalmutterverwandte
Die Aalmutterverwandten (Zoarcales) oder Gebärfischähnlichen bilden eine Teilordnung der Unterordnung Cottoidei innerhalb der Ordnung der Barschartigen (Perciformes). In älteren Systematiken wurden sie unter dem Namen Aalmutterartige bzw. Zoarcoidei als eigene Unterordnung der Barschartigen geführt. Die meisten Arten kommen im Nordpazifik vor, andere im Nordatlantik oder im antarktischen Ozean. An den deutschen Küsten in Nord- und Ostsee leben die Aalmutter, der Spitzschwanz-Schlangenstachelrücken, der Gefleckte Schlangenstachelrücken, Vahls Wolfsfisch, der Atlantische Butterfisch und der Gestreifte Seewolf.

## Merkmale
Es sind meist langgestreckte Fische, die in kalten Meeren auf dem Bodengrund leben. Es gibt nur wenige Merkmale, die alle Aalmutterverwandten miteinander teilen.
Die japanischen Ichthyologen H. Imamura und M. Yabe geben folgende Merkmale als Synapomorphien für die Zoarcales an:
1. ein Basisphenoid fehlt,
2. nur ein Paar Nasenöffnungen.

Weitere zwölf Synapomorphien teilen sie mit den nah verwandten Groppenverwandten (Cottales).

## Systematik
Zu den Aalmutterverwandten gehören 13 Familien, 109 Gattungen und über 400 Arten.
- Aalmuttern (Zoarcidae) Swainson, 1839
  - Unterfamilie Gymnelinae
  - Unterfamilie Lycodinae
  - Unterfamilie Lycozoarcinae
  - Unterfamilie Zoarcinae
- Seewölfe (Anarhichadidae) Bonaparte, 1846
- Neozoarcidae
- Eulophiidae
- Stachelrücken (Stichaeidae) Gill, 1864
  - Unterfamilie Stichaeinae
  - Unterfamilie Chirolophinae
  - Unterfamilie Alectriinae
  - Unterfamilie Xiphisterinae
- Schlangenstachelrücken (Lumpenidae)
- Opisthocentridae
- Butterfische (Pholidae)  Gill, 1893
- Stachelfische (Ptilichthyidae) Jordan & Gilbert, 1883
- Zaproridae Jordan & Evermann, 1898
- Schiefmäuler (Cryptacanthodidae) Gill, 1861
- Cebidichthyidae
- Ronquils (Bathymasteridae) Jordan & Gilbert, 1883

## Lebensraum
Zahlreiche Arten der Aalmutterverwandten leben in extremen Lebensräumen, darunter das nördliche und südliche Polarmeer, die Tiefsee und dort auch die unmittelbare Nähe von Schwarzen und Weißen Rauchern. Zur Anpassung an das Leben in sehr kalten Umgebungen besitzen die Aalmutterverwandten ein spezielles Frostschutzprotein. Nach der Entwicklung dieses Proteins vor über 8 Millionen Jahren konnten über 20 verschiedenen Evolutionslinien der Aalmutterverwandten kalte Umgebungen besiedeln.